# الیخیو اینسفران
الیخیو اینسفران (اسپانیایی: Eligio Insfrán‎؛ زادهٔ ۲۷ اکتبر ۱۹۳۵) بازیکن فوتبال اهل پاراگوئه بود.
وی همچنین در تیم ملی فوتبال پاراگوئه بازی کرده‌است.